# Man Hunt
Man Hunt is een Amerikaanse dramafilm uit 1941 onder regie van Fritz Lang. De film is gebaseerd op de roman Rogue Male van auteur Geoffrey Household.

## Verhaal
Tijdens zijn vakantie in Berchtesgaden krijgt de Britse jager Alan Thorndike ineens Adolf Hitler in het vizier. Als zijn geweer op het verkeerde ogenblik afgaat, wordt hij gearresteerd door de Gestapo. Hij wordt gedwongen om te verklaren dat hij een Britse spion is. Hij kan uiteindelijk naar Londen ontsnappen, waar hij door Duitse geheime agenten achterna wordt gezeten. Thorndike wordt echter geholpen door de prostituee Jerry Stokes.

## Rolverdeling
| Acteur             | Personage               |
| ------------------ | ----------------------- |
| Walter Pidgeon     | Kapitein Alan Thorndike |
| Joan Bennett       | Jerry Stokes            |
| George Sanders     | Majoor Quive-Smith      |
| John Carradine     | Mijnheer Jones          |
| Roddy McDowall     | Vaner                   |
| Ludwig Stössel     | Arts                    |
| Heather Thatcher   | Lady Alice Risborough   |
| Frederick Worlock  | Lord Gerald Risborough  |
| Roger Imhof        | Kapitein Jensen         |
| Egon Brecher       | Juwelier                |
| Lester Matthews    | Majoor                  |
| Holmes Herbert     | Saul Farnsworthy        |
| Eily Malyon        | Postmeester             |
| Arno Frey          | Politieluitenant        |
| Frederick Vogeding | Ambassadeur             |